# The Ritchie Family
The Ritchie Family è un trio vocale femminile statunitense di genere disco music. Sono ricordate per una serie di successi, il maggiore dei quali è The Best Disco in Town del 1976.

## Storia del gruppo
Le Ritchie Family vennero fondate da Jacques Morali e Henri Belolo nel 1975 a Filadelfia, ed erano composte da Gwendolyn Oliver, Cassandra Ann Wooten (ex coriste in diverse produzioni della Philadelphia International nonché membri delle Honey & the Bees) e Cheryl Mason Jacks, (una cantante conosciuta in Ohio). Il loro nome è un omaggio a Richie Rome: produttore, arrangiatore e tastierista dei Sigma Sound Studios che, assieme a Morali, Belolo e il musicista Phil Hurtt, firmò maggiori successi del trio.
Lo stesso anno, le Ritchie Family pubblicarono il primo singolo Brazil, una cover in chiave disco di Aquarela do Brasil che si inserì nelle classifiche di tutto il mondo. Fu seguito l'anno dopo dal loro massimo successo The Best Disco in Town, un medley composto da altri successi disco tratto dal loro album Arabian Nights. Fu in questo periodo che Morali definì il look che caratterizzò la loro prima fase di carriera del gruppo, fatto di abiti sontuosi ed elegantissimi. Stando alle parole di Wooten, «decideva tutto Jacques: i costumi, bellissimi e principeschi, venivano scelti e acquistati direttamente da lui (...) per non parlare poi delle tematiche arabe e africane dei dischi, o i singoli da far uscire sul mercato».
Molto apprezzate in Italia, le Ritchie Family figurarono nella prima puntata di Discoring, trasmessa nel 1977; il terzetto diverrà ospite fisso del varietà La sberla nella stagione televisiva 1979-80 della prima rete della Rai e parteciperanno allo spettacolo di Capodanno 2011-2012 andato in onda su Rai 1.
Nel 1978 Morali sostituì le tre cantanti con Vera Brown, Jacqui Smith-Lee e Theodosia "Dodie" Draher. Anche il look e la musica delle Ritchie Family subirono un cambiamento drastico: i precedenti abiti regali ed esotici vennero infatti rimpiazzati da un look più aggressivo e succinto; il loro sound ora più affine a quello dei Village People, si fece più frenetico precorrendo l'hi-NRG. Le nuove Ritchie Family guadagnarono un certo successo, specialmente in Europa, per poi subire un rapido calo di popolarità. Nel 1980, le Ritchie Family presero parte al film musicale Can't Stop the Music, cantando i brani Sophistication e Give Me a Break. Nel 1983 Draher venne sostituita da Linda James. Il gruppo cessò temporaneamente la sua attività nei primi anni 1980.
Le Ritchie Family, ora composte da Renée Guillory-Wearing, Cassandra Ann Wooten e Cheryl Mason Dorman (precedentemente Cheryl Mason Jacks), tornarono sulle scene nel 2013.

## Formazione

### Attuale
- Renée Guillory-Wearing – voce
- Cassandra Ann Wooten – voce
- Cheryl Mason Dorman – voce

### Ex membri
- Jacqui Smith-Lee – voce
- Theodosia 'Dodie' Draher  – voce
- Ednah Holt  – voce
- Jacqui Smith-Lee – voce
- Vera Brown – voce
- Linda James  – voce

## Discografia

### Album in studio
- 1975 – Brazil
- 1976 – Arabian Nights
- 1977 – Life Is Music
- 1977 – African Queens
- 1978 – American Generation
- 1979 – Bad Reputation
- 1980 – Give Me a Break
- 1982 – I'll Do My Best
- 1983 – All Night, All Right

### Raccolte
- 1990 – Greatest Hits
- 1994 – The Best Disco in Town: The Best of the Ritchie Family

### Singoli
- 1975 – Brazil
- 1975 – Peanut Vendor" / "Frenesi" (medley)
- 1975 – I Want to Dance with You (Dance with Me)
- 1976 – The Best Disco in Town
- 1977 – Life Is Music
- 1977 – Lady Luck
- 1977 – Disco Blues
- 1977 – Quiet Village
- 1977 – African Queens
- 1977 – Summer Dance
- 1978 – American Generation
- 1978 – I Feel Disco Good
- 1978 – Music Man
- 1979 – It's a Man's World
- 1979 – Put Your Feet to the Beat
- 1979 – Where Are the Men
- 1980 – Give Me a Break
- 1980 – All My Love
- 1980 – I'll Never Be Able to Set You Free
- 1982 – I'll Do My Best (For You Baby)
- 1983 – All Night All Right
- 1987 – The Best Disco in Town (Original Remix 87)
- 2016 – Ice